# Bute (ort)
Bute är en ort i Australien. Den ligger i kommunen Barunga West och delstaten South Australia, omkring 130 kilometer nordväst om delstatshuvudstaden Adelaide. Antalet invånare är 564. Den ligger vid sjön Bute Reservoir.
Trakten runt Bute är nära nog obefolkad, med mindre än två invånare per kvadratkilometer.. Bute är det största samhället i trakten.
Trakten runt Bute består till största delen av jordbruksmark. Genomsnittlig årsnederbörd är 581 millimeter. Den regnigaste månaden är juni, med i genomsnitt 95 mm nederbörd, och den torraste är december, med 13 mm nederbörd.